# Kościół św. Jana Chrzciciela w Grabczoku
Kościół św. Jana Chrzciciela – rzymskokatolicki kościół filialny w Grabczoku. Świątynia należy do parafii św. Szczepana w Brynicy w dekanacie Siołkowice, diecezji opolskiej.

## Historia kościoła
Kościół został wybudowany pod koniec XX w. w obiekcie, który wcześniej był prywatnym zakładem stolarskim.